# Neoplan N1122/3
Neoplan N1122 / 3 (Neoplan Skyliner-2001) — модель двухэтажного туристического автобуса Neoplan Skyliner, выпускаемая с 2001 года компанией Neoplan Bus Gmbh. Это трёхосный двухэтажный лайнер для перевозки большого количества пассажиров, имеет очень высокий комфорт перевозки, как и родственная модель Cityliner — Neoplan N1216. Выпускается в 2 модификациях: N1122/3C (трёхосный лайнер длиной 12,4 метра) и N1122/3L (трёхосный лайнер длиной 13,7 метра).

## Характеристика автобуса
Автобус Neoplan N1223 имеет немало достоинств и дополнительных возможностей, включенных в конструкцию. Кузов автобуса двухэтажного типа, поэтому лайнер может перевозить сразу до 80 пассажиров. У лайнера необычный дизайн кузова с закругленными углами, фары с линзовыми стеклами существенно увеличивают их дальновидность. У автобуса высокая антикоррозийная стойкость, и как следствие долгий гарантийный срок работы. Несмотря на то, что в кузове нет разных откидных отсеков, они не нужны, поскольку все опции комфорта располагаются в салоне.
У автобуса имеются задние двери (выходящие прямо к винтовой лестнице) и возможны как дополнительные и 4 двери с левой стороны кузова. Нагрузка на оси разделена натрое, основная нагрузка идет на 2 ось; колеса обычно дисковые. У автобуса имеется приваренный дополнительный отсек сзади, который может использоваться и как 3й багажный.
Двери имеют систему противозащемлення, а все лестницы обиты ворсовым ковром, «винтовые» на второй этаж тоже обиты ворсом, а металлические части ступенек залеплены резиной, как и перила.
У автобуса очень высокий уровень комфорта перевозки на обоих этажах: на нижнем этаже размещено до 20 сидений, на верхнем до 45-60. Комфорт достигается и комфортабельными сиденьями, разнообразным оборудованием спинок кресел, большой шириной между рядами. В салоне размещены 3 LCD-телевизора (на 1 этаже их два).
У автобуса может быть кухня с откидным столом, за которым размещается контейнер с приборами, холодильник. Туалет расположен справа от средней двери. У автобуса имеются также системы ABS (антиблокировочная), ASR (антипробуксовочная), ECAS (пневматические тормоза), двигательные тормоза, MSC (ограничитель скорости движения), АСС (контроль во время поворота). Двигатель автобуса шестицилиндровый мощностью 353 киловатт MAN D2676 LOH 02 на новейшей системе компресации выбросов CO 2 Euro-4. Место водителя тоже выполнено с высоким комфортом. Клавиши имеют собственную подсветку и легко читаются. Коробка передач MAN Tipmatic, 6 или 12-ступенчатая, педали гидропневматические, педаль сцепления с пневматическим усилителем ZF Booster. Емкость топливного бака — 630 литров.